# Akvatinta
Akvatinta (ve starší literatuře se můžeme setkat i s názvem zrnkový lept) je grafická technika. Řadíme ji do tisku z hloubky. V mezinárodním značení má symbol C5.

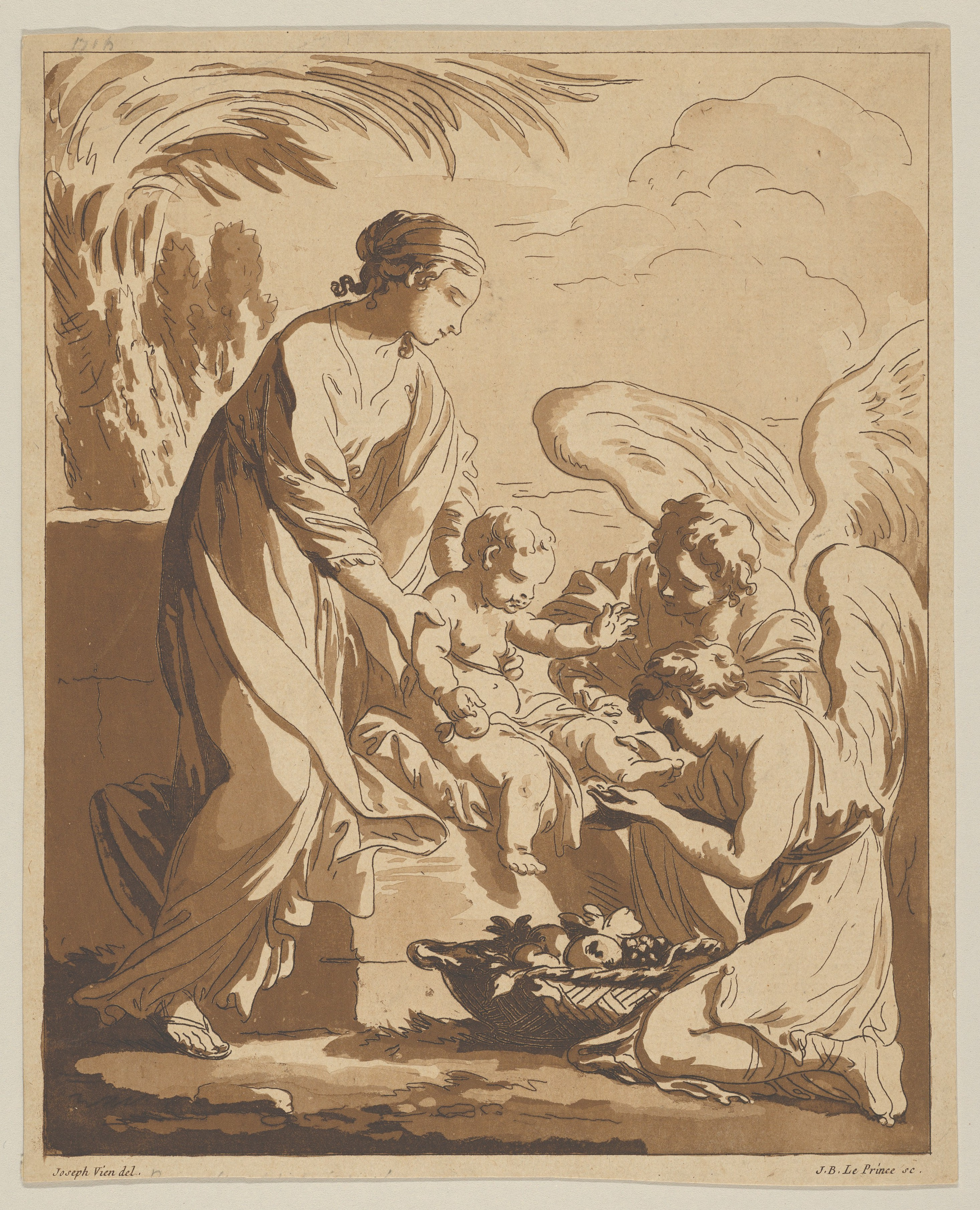
Jean-Baptiste Le Prince: Adorace anděly

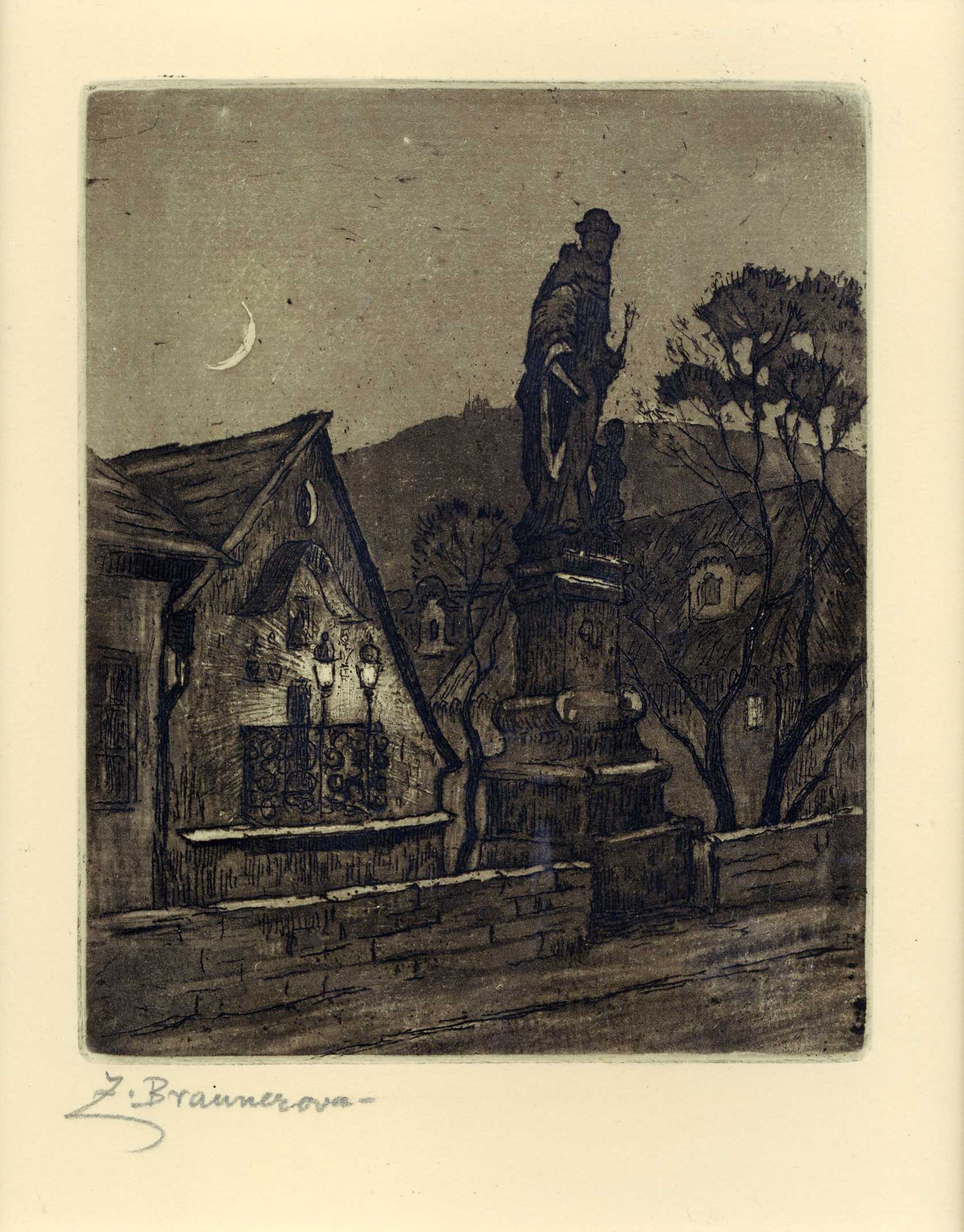
Večer nad Kampou - akvatinta Zdenky Braunerové

Název akvatinta je odvozen od italského acquatinta, což znamená obarvená voda. Její vynález podnítila potřeba tisknout souvislé a jemně odstupňované plochy barvy. Ve své ryzí podobě je akvatinta technikou plošného tónování jednotlivých partií kresby a připomíná lavírovanou štětcovou malbu tuší nebo sépií.

## Historie
Akvatintu vynalezl holandský grafik Jan van de Velde IV kolem roku 1650, a kolem roku 1770 ji kartograf Peter Perez Burdett zavedl v Anglii. Jiné zdroje uvádějí jako autory techniky Holanďana Cornelise Pllos van Amstela (kolem 1760), Francouze L. M. Bonneta, Švéda P. Flodinga nebo Francouze F.P. Charpentiéra.
V literatuře je nejčastěji uváděn jako autor této techniky Francouz Jean Baptiste le Prince (1768), který akvatintu předvedl roku 1769 Francouzské Akademii a metodu, jak dospět k rozmývané grafice s využitím kalafunového prachu popsal roku 1780 v publikaci Découverte du procédé de graver au lavis. Termín akvatinta však nevymyslel Le Prince, nýbrž malíř a kreslíř map Paul Sandby (1731–1809), který tuto novou techniku přivezl do Anglie a díky vlastním experimentům zdokonalil. Název odvodil z faktu, že grafické listy připomínaly lavírované, akvarelové kresby.
Za příklad mistrovského využití akvatinty jsou považovány grafické cykly Francisca Goyi Los Caprichos (1799); Los Desastres de la Guerra (1810–19); Proverbios (ca 1850), u vícebarevné akvatinty tištěné ze 3-4 matric grafické listy Francouze Jeana-Françoise
Janineta (1755–1793). Z českých umělců v této technice vynikli Jaromír Stretti-Zamponi, Tavík F. Šimon, Vojtěch Preissig. Akvatinta je dodnes velmi oblíbená, zejména v kombinaci s jinými technikami (čárový lept, měkký kryt, rezerváž).

## Postup
Měděná nebo zinková deska o síle asi 1,5 mm (vyleštěná, odmaštěná a fazetovaná stejně jako u jiných druhů leptu) se pokryje jemným kalafunovým práškem nebo práškovým asfaltem. Prášek je možné na desku naprášit ručně, ale protože musí být rozmístěn co nejrovnoměrněji, používají grafikové často tzv. naprašovací skříň. Je to bedna nebo skříň s utěsněnými dvířky, ve které je nasypaná rozdrcená kalafuna. Otočením bedny nebo pomocí kliky či vzduchového zařízení se prášek ve skříni uvede do pohybu. Po rozvíření se do skříně uloží deska a dvířka se zavřou. Zvířený prach klesá a usazuje se rovnoměrně na desce. Naprášená deska se opatrně vyjme a nahřívá nad kahanem, dokud jednotlivá zrnka kalafuny zesklovatí. Kalafuna je proto vhodnější než asfaltový prášek, protože nezakrývá kresbu na desce. Zprůhlednění kalafuny a její roztavení a připečení k plechu lze kontrolovat také čichem. Je třeba postupovat opatrně, aby se jednotlivá zrnka nestekla dohromady. Po vychladnutí je deska připravena k grafikovu zpracování.
Technologický postup spočívá v postupném leptání desky a zakrývání míst, která mají zůstat světlejší. Štětcem se nejprve klade tekutý asfaltový kryt na ta místa, která mají zůstat při tisku bílá. K vykrytí je možno použít rovněž měkkou litografickou křídu nebo mastnou křídu určenou ke kresbě na sklo., Deska se pak mírně nahřeje, aby křída roztála a pronikla na kov. Po natření zadní strany desky asfaltovým nátěrem je možné začít leptat. Po chvíli (podle toho, jak tmavý má být nejsvětlejší tón) se deska vyjme z kyseliny a zakryjí se místa, která mají být světle šedá. Pak se leptá dál, dokud grafik nedosáhne všech odstínů, které chce na desce mít.
Leptá se ve zředěné kyselině dusičné s přídavkem kamence (zinek i měď) nebo v roztoku chloridu železitého ve vodě (měď, mosaz).

### Alternativy
V Anglii byl na přelomu 18. a 19. století vyvinut jiný postup. Na desku pokrytou pevným krytem byla nasypána jemně mletá mořská sůl. Po nahřátí krytu se zrnka soli propadla na povrch desky a po ochlazení byla odmyta vodou. Poté byla deska vyleptána. Podobného výsledku lze rovněž docílit přiložením kartonu na kryt posypaný solí a protažením v lisu nebo přiložením smirkového papíru na pevný kryt a protažením v satinýrce. Postup je třeba několikrát opakovat, vždy s novým listem smirkového papíru. Desku lze rovněž opatřit tenkým lepivým nátěrem ložiskové vazelíny, ponořit do pryskyřičného prachu, oklepat a nahřát. Jinou možností je poprášení desky barvou ve spreji, ale podmínkou je odolnost barvy vůči leptání.

### Barevná akvatinta
Jednobarevné akvatinty byly obvykle tištěny v teplém sépiovém tónu. Pro vícebarevný tisk je třeba s pomocí šablon vytvořit tolik desek, kolik barev se bude tisknout. Postup je velice zdlouhavý a vyžaduje velkou přesnost při soutisku, jinak je grafický list znehodnocen. Nejlepších výsledků dosáhli někteří francouzští grafici činní koncem 18. století - Louis Philibert Debucourt (1735-1842), Jean Francois Janinet (1752-1813) a jeho žák Charles Melchior Descourtis (1753-1820).
Stanley William Hayter (1901–1988), umělec, chemik a zakladatel pařížského Ateliéru 17, objevil způsob, jak docílit z hlubotiskové matrice vícebarevného tisku díky vrstvení barev o různé viskozitě. Vrstvy různě viskózních barev se vzájemně odpuzují a při dotyku se nesmíchají. Jde o simultánní tisk z hloubky a z výšky při použití jedné desky.